# Papež Kornelij
Sveti Kornelij, papež in mučenec Rimskokatoliške cerkve, * okoli 180 n. št., Rim (Italija, Rimsko cesarstvo); † junij 253, Centumcellae (Civitavecchia, Italija, Rimsko cesarstvo). 

## Življenjepis

### Izvolitev šele po letu dni
Rimskega duhovnika Kornelija so zaradi hudega Decijevega preganjanja lahko izvolili za papeža šele dobro leto po Fabijanovi smrti. 

### Spor glede sprejema skesanih odpadnikov
Po preganjanju je v Cerkvi nastal hud spor, kaj storiti s tistimi, ki so navidezno ali pa dejansko odpadli od krščanstva: ali naj jih zaradi velikega števila po kratki pokori spet sprejmejo v Cerkev, ali naj delajo dolgotrajno pokoro, kot je bilo takrat v navadi. Kornelij se je odločil za milejšo obliko, pri čemer ga je podprl vplivni škof iz Kartagine sveti Ciprijan. Ta mu je pisal: »Ne bi bilo prav in očetovska ljubezen ne dopušča, da bi trkajočim Cerkev zaprli ter žalujočim in prosečim pomoč zveličavnega upanja odrekli.« Kornelijevo ravnanje je potrdila tudi škofijska sinoda v Rimu leta 251, še posebej zaradi tega, ker je Cerkvi grozilo novo preganjanje.

## Smrt in češčenje
Decijev naslednik Trebonij Gal (251-253) je kmalu po Decijevem (249-251) preganjanju kristjanov sprožil novo preganjanje, v katerem je mučeniške smrti umrl tudi papež Kornelij. Mučenca Kornelija se Cerkev spominja skupaj s sv. Ciprijanom 16. septembra.
Njegovo ime do danes navajamo pri sveti maši v Prvem rimskem kanonu skupaj z njegovim afriškim prijateljem in sodelavcem škofom Ciprijanom, ki je tudi pretrpel mučeništvo nekaj let pozneje. 

## Galerija slik
- Papež Kornelij[3]
- Papež Kornelij in škof Ciprijan v Kalistovih katakombah
- Papež Kornelij